# Káposztásmegyeri Szentháromság-plébánia
A Káposztásmegyeri Szentháromság-plébánia a Káposztásmegyeren lakó, vallásukat gyakorló katolikus hívők közössége. Területileg és egyházjogilag alapításakor a Váci egyházmegyéhez tartozott, 1993-ban, amikor az egyházmegyék határát újrarendezték, az Esztergom-Budapesti főegyházmegyéhez került.

## Története
A szocialista államrendszer idején sorra építették Magyarországon a lakótelepeket, néhol szinte új városokat, városrészeket hozva létre. Ezek közül a fővárosban utolsóként létesült a Káposztásmegyeri lakótelep az 1980-as években. Az akkor uralkodó ideológiának megfelelően ezekre a lakóhelyekre templomot nem terveztek. Sőt az ÁEH (Állami Egyházügyi Hivatal) évtizedeken keresztül sehol nem engedélyezte új templom építését.
Néhány káposztásmegyeri katolikus kérésére először 1984-ben kérte Bánk József váci megyés püspök az ÁEH-tól a templom építésének jóváhagyását, de a kérést a hivatal elutasította. Utódja, Marosi Izidor megyés püspök 1989-ben templom nélkül is megalapította a káposztásmegyeri plébániát. Az új plébánia vezetését dr. Tomka Ferenc teológiai tanár vállalta el, segítőtársa Jávorka Lajos káplán lett. Egy tömbházban vásárolt lakásba költöztek, és 6 éven át ez a lakás látta el a plébánia-hivatal szerepét és ez a lakás volt a hétköznapi istentiszteletek és mindenféle közösségi találkozások színtere is.
A Káposztásmegyeri Nagycsaládosok Egyesülete kérésére az MSZMP kerületi pártbizottsága hozzájárult, hogy a vasárnapi szentmiséket a lakótelep egyetlen nagyobb termében, a Szocialista Munkáspárt előadótermében tartsák. (A pártház 1990-ben az önkormányzat tulajdonába került, közösségi házzá alakult.)
Miután a rendszerváltozás idején megszűnt a templom-építések korlátozása, az egyházközség területet kért a fővárosi és az újpesti önkormányzattól. Ezek először a lakótelep szélén jelöltek ki helyet az új templomnak, majd társadalmi összefogással(aláírásgyűjtéssel és a lakosság szavazatával) sikerült a közösségnek elérnie, hogy a lakótelep központi helyén épülhessen fel az új templom.

## A közösség temploma

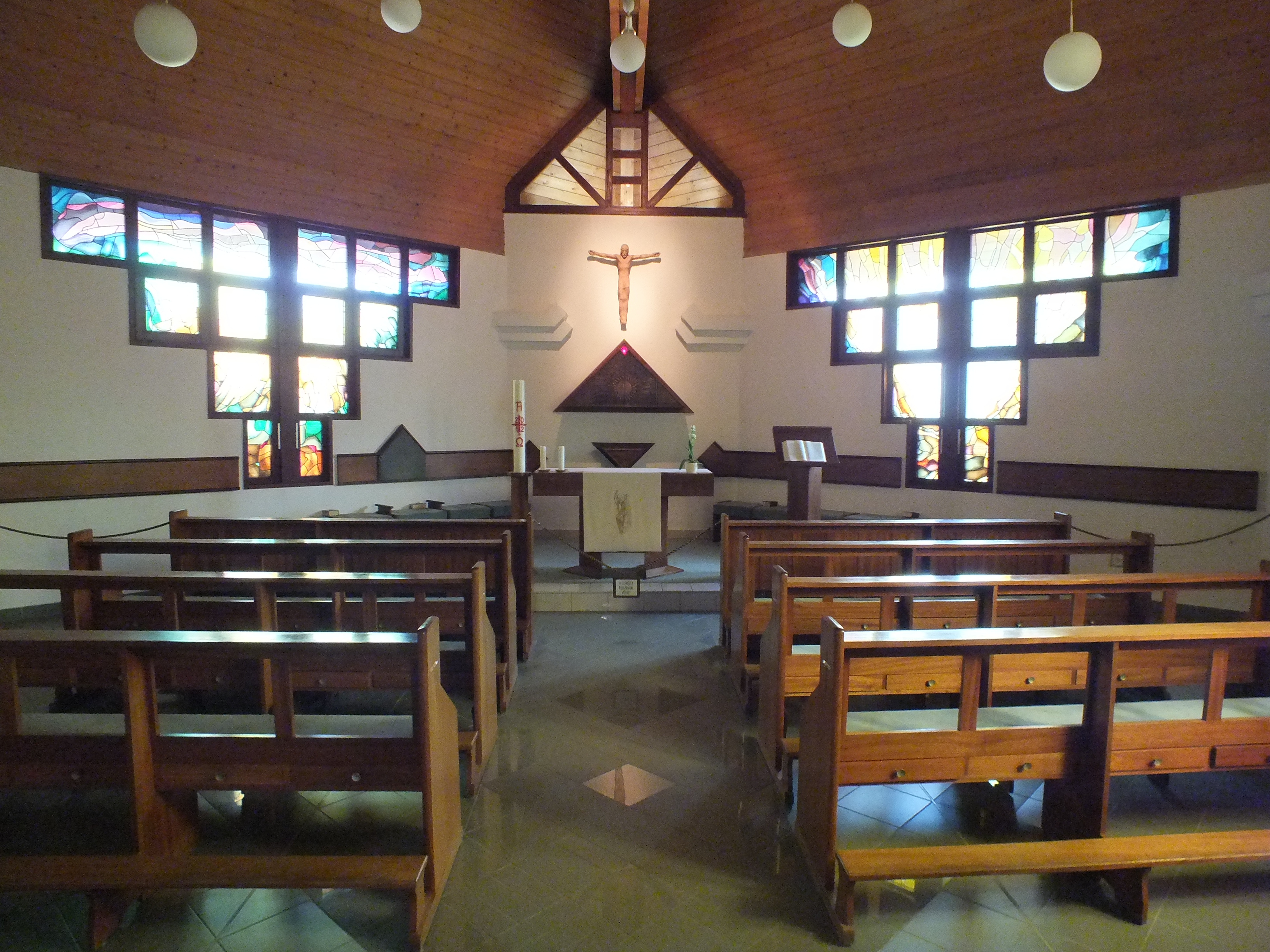
A templomház kápolnája

Alapkövét 1991-ben Marosi Izidor püspök tette le. Az építkezés négy-öt éven át folyt a helyi közösség és külföldi támogatók segítségével, míg végül az elkészült templomot 1995-ben Paskai László bíboros, esztergom-budapesti érsek szentelte fel.
A templomot Greskovics Klára és Becker Gábor építészházaspár tervezte, a közösség és a lelkipásztorok elgondolásainak figyelembevételével. A tervezés eredményeképp nem hagyományos templom, hanem egy olyan épületegyüttes született, amely inkább templom-háznak, plébánia-központnak nevezhető. Része egy kifejezetten liturgikus célokat szolgáló kisebb kápolna, egy 400 négyzetméteres nagyterem, amely a vasárnapi szentmiséken kívül más nagyobb összejövetelek tartására is alkalmas. A templomház belsőépítészeti arculatát Dragonits Márta alakította ki. Az épületben több neves művész alkotásai találhatóak: a templomterem tabernákuluma és keresztelőkútja Madarassy István, a kápolna tabernákuluma Ozsvári Csaba alkotása, a folyosó több falán Prokopp Péter képei láthatóak. A földszinti részhez irodák, hittantermek és papi lakások tartoznak, az alagsorban urnatemetőt (Szőlőssy Enikő szobraival), tornatermet, karitász-helységet és műhelyt alakítottak ki, a tetőtérben pedig vendégszobákat; és 1994-óta itt lakik a Szociális Testvérek Társaságának három tagja is.

## A plébánia élete
A közösség mintegy nyolcvan fővel indult, a 2010-es évekre aktív tagjainak száma megközelítette az ezret, de ezen túl sok szimpatizánssal is rendelkezik. Tevékenységei közé tartozik a családok, házasságok erősítése, gyermekek, fiatalok nevelése, felkészítés a házasságra és a társadalomban való tevékeny jelenlétre; kórházak látogatása, rászorulók segítése. A Karitász csoport a lakótelepen túl segítő kapcsolatban áll a kárpátaljai és erdélyi magyar karitásszal, illetve más rászoruló közösségekkel. A plébániai központban több különböző, felnőtteket, fiatalokat, gyermekeket, házaspárokat "gondozó" programot tartanak, amelyeken mintegy 120 gyermek, 80 fiatal, 50 házaspár és körülbelül 150 más felnőtt vesz részt rendszeresen.

## Papjai
- Kosinsky Béla (plébániai kormányzó 2014–)[1]
- dr. Tomka Ferenc (plébános 1989–2014)
- Szabó Andor (káplán, helyettes plébános 1992–2014)
- Jávorka Lajos (káplán 1989–1992)
- Nobilis Márió (kisegített 1991-ben néhány hónapig)[2]